# Podil
Podil, nebo také Podol (ukrajinsky Поділ, rusky Подол, počeštěně Podolí či Dolní město) je území, čtvrť a nížinatá část historického centra ukrajinské metropole, která se nachází na pravém břehu Dněpru v Podilském rajónu. Území sahá od Kyjevských hor a Parkového mostu přes Kontraktovo náměstí až k ulici Zavodska, nedaleko řeky Počajna.
Podil je jednou z nejstarších kyjevských čtvrtí a místem, kde se zrodil městský obchod a průmysl. Po mongolském vpádu na Kyjevskou Rus a zničení Kyjeva sloužil jako centrum města až do 19. století. V Podilu se nachází mnoho architektonických a historických památek a stále se objevují nová archeologická naleziště.

## Historie
Název oblasti pochází ze staroslovanského podol (v překladu nížina). Spolu s Horním městem a Pečerskem jsou nejstaršími částmi města. První osídlení se datuje do doby kamenné.

### Podil za Kyjevské Rusi
Podil se nacházel na březích řeky Počajna, jejíž prastaré ústí nakonec pohltil Dněpr. Pozůstatky ústí řeky Počajna jsou moderním přístavem. Od 9. do 13. stol. v Podilu vznikalo obchodně-řemeslné a přístavní centrum města, kterým procházely četné pozemní a vodní cesty spojující Evropu s Asií, Pobaltí s Byzancí. Stalo se centrem hospodářského života, kde působil hlavní městský obchod. Byly zde sklady a obchody, obchodovali místní i zahraniční obchodníci. V té době se z Podilu stal posad, který mohl dosahovat plochy až 400m². Podolská populace byla početná a různorodá, v centru se nacházela i arménská čtvrť.

### Podil za Polsko-Litevské unie
Podil se stává hlavním územím města, soustředí se zde veškerý obchodní a hospodářský život a usídlí se zde většina obyvatel Kyjeva. Správní a strategické centrum se přesunulo z Horního města do zámku postaveného litevskými knížaty nad Podilem. Během tohoto období se obyvatelstvo změnilo. Podil obývali pouze ukrajinští měšťané, kteří zde nedovolili obchodovat jiným národnostem. Jak poznamenali místní historikové, obyvatelstvu se v Podilu žilo dobře. Podle Myhalon Lytvyn měli lidé dostatek ovoce, zeleniny, medu, masa a ryb. Domy byly přeplněné drahým oblečením, drahými kameny, sobolími a jinými kožešinami a kořením; hedvábí bylo v jiných městech levnější než len nebo sůl.

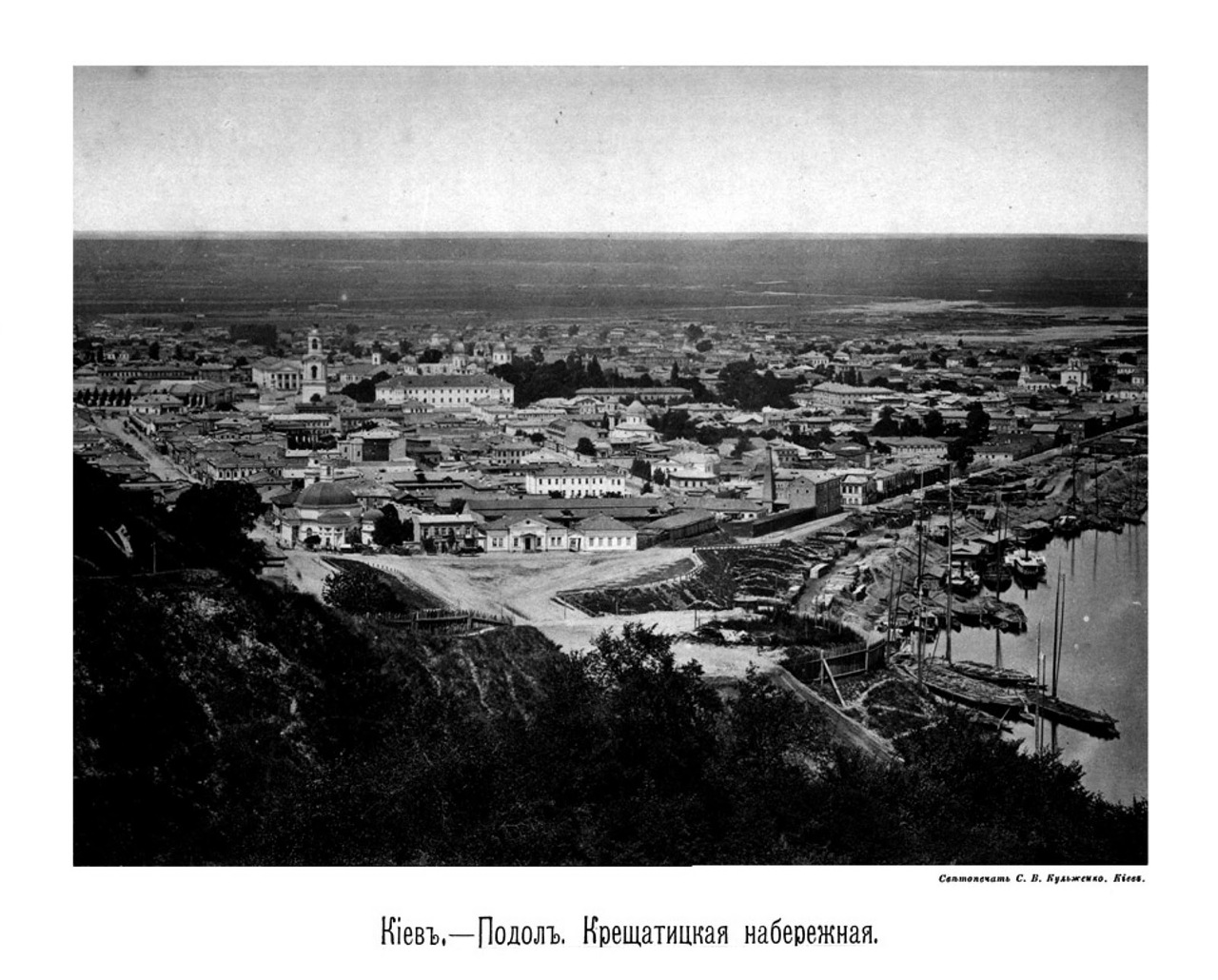
Pohled na Podil z dnešního Chreščatyckého parku (1888)

### Podil za Ruské říše
V 18. stol v Podilu bylo několik sklářských, kožedělných a jiných továren a závodů, byla zde hedvábná továrna, vyráběl se růžový olej a rozvíjelo se vinařství. V polovině 18. stol Podil zůstal středem ukrajinského života v Kyjevě. Podil opakovaně zasahovaly záplavy a požáry. K největšímu požáru došlo 9. července 1811. Požár zničil většinu z podilských 2068 budov, tedy více než polovinu všech kyjevských budov.
Po požáru začala renovace Podilu. Čtvrť byla téměř kompletně přeplánována, residenční bloky byly zvětšeny, místo klikatých úzkých uliček byly položeny rovné ulice. Jen několik ulic si zachovalo svou starobylou konfiguraci. Na konci 19. a počátku 20. století byl Podil duchovním, vzdělávacím a kulturním centrem Kyjeva. Bylo zde 20 kostelů, Kyjevská teologická akademie a Kyjevský teologický seminář, Kyjevsko-Podilské dívčí gymnázium a další vzdělávací instituce. V té době bylo v Podilu více než 20 malých hotelů, levnějších než v Horním městě a v Nové Zabudově. Kyjevská tramvajová síť byla jedna z prvních v Ruské říši. Tramvajová doprava začala na Podilu mezi prvními v Kyjevě v roce 1896, původně spojovala Kontraktové a Poštovní náměstí, později se protáhla do Kurenivky a následně do Pušče-Vodicje.

### Podil ve 20. století
Ve 20. a 30. letech  20. století se Podil přejmenoval na Petrivku, po druhé světové válce se zpátky přejmenoval na Podol (Podil). Až do druhé světové války se část severně od ulice Nyžnij Val nazývala Ploská časa nebo Ploská svoboda. Žilo zde mnoho chudých Židů, kteří zde žili v nuzných podmínkách.

## Památky
- kostel Pyrošča
- Kyjevsko-mohyljanská akademie
- dům Petra Velikého
- Felicijal
- Zamkova hora
- Hostynnyj dvir

## Doprava
Na území Podilu se nachází tři stanice metra druhé linky, Poštova plošča, nazvaná podle Poštovního náměstí, Kontraktova plošča, nazvaná podle Kontraktova náměstí a Tarasa Ševčenka. V Podilu funguje také lanová dráha, otevřená roku 1905, která spojuje Horní město s Podilem.